# Operatore polivalente di salvataggio in acqua

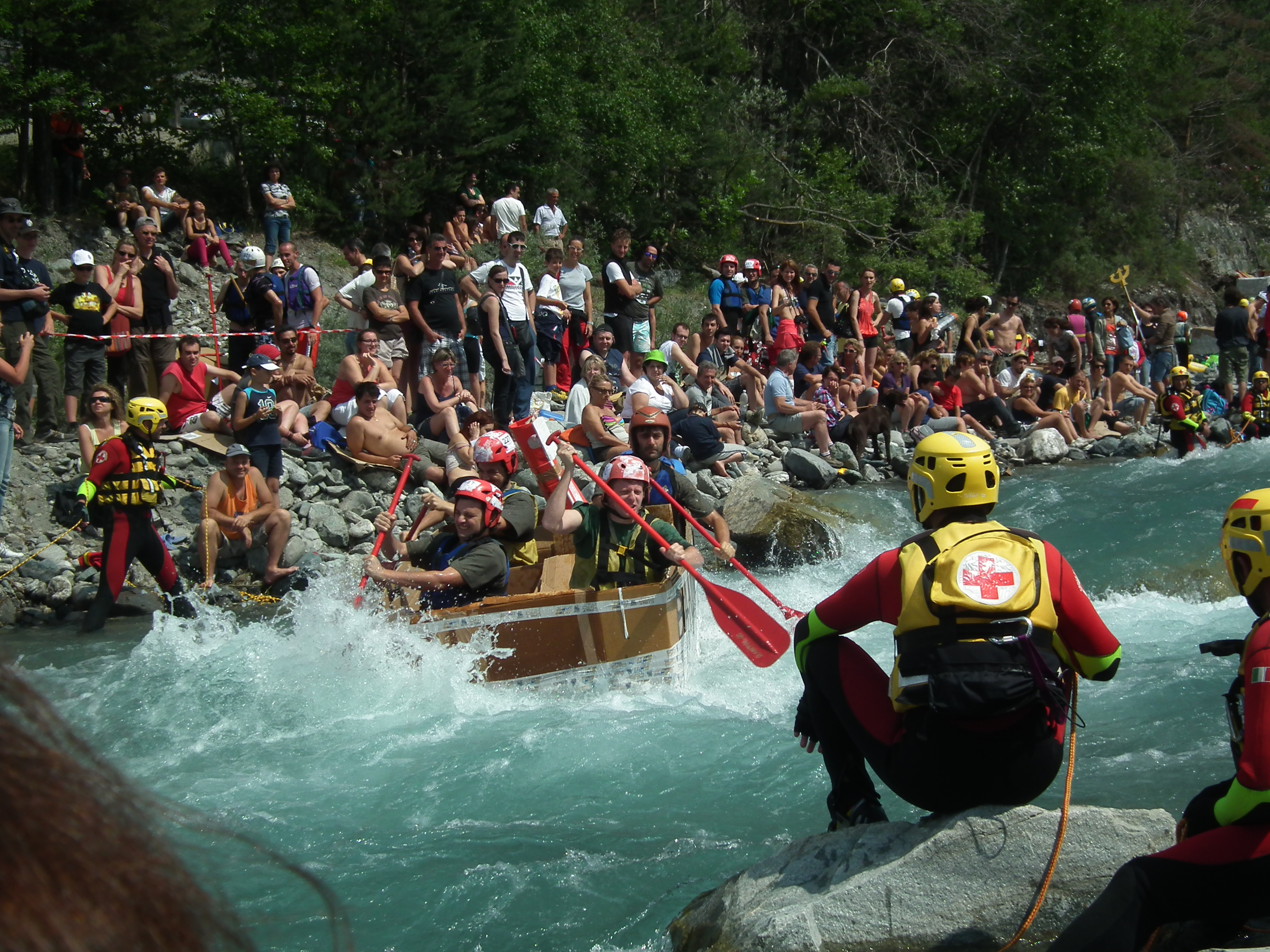
OPSA in assistenza alla Carton Rapid Race

Gli operatori polivalenti di salvataggio in acqua (OPSA) sono un nucleo di soccorso in ambiente acquatico, costituito da personale della Croce Rossa Italiana e fanno parte della branca dei Soccorsi Speciali della CRI.
La qualifica di OPSA viene conferita previo superamento di un corso di formazione teorico-pratico tenuto dagli Istruttori OPSA e del relativo esame pratico-teorico, suddiviso in prova scritta, orale e pratica ed è inoltre necessario essere maggiorenni ed essere già in possesso del corso TSSA (Trasporto Sanitario e Soccorso in Ambulanza). Il corso ha una durata minima di 86 ore divise in 38h di teoria e 48h di pratica di cui almeno 10 in acque libere.
Gli operatori OPSA sono distinguibili all'interno della CRI, oltre che dalla patch di reparto, dalla caratteristica attrezzatura di colore giallo e dalla divisa rossa con toppe nere (tipica della componente "d'Emergenza" della CRI) spesso bordate di giallo fosforesciente (tipico dei Soccorsi Speciali della CRI). È inoltre previsto per alcune specialità un nastrino giallo con una barra orizzontale rossa ed, a seconda della specialità, un'ancora.

## Ulteriori qualifiche
Dopo il conseguimento del corso OPSA "Base" (che va periodicamente aggiornato per il memtenimento della qualifica) l'operatore ha la possibilità di accedere ad ulteriori corsi per l'ottenimento di specializzazioni come il soccorso in acque libere, alluvionali, fluviali, ecc. Oppure per l'ottenimento di patenti nautiche per gommoni, battelli, idroambulanze e moto d'acqua o ancora per ricevere la qualifica d'Istruttore OPSA.

## Mezzi
Le squadre OPSA sono spesso dotate, oltre che di equipaggiamenti specifici, di mezzi particolari, adeguati allo svolgimento delle loro attività.
Alcuni esempi sono:
_Iveco Daily (con specifico allestimento)
_Ford Ranger
_Fiat Ducato (con specifico allestimento)
_Carrelli per il traino di natanti
_Natanti ed imbarcazioni di vario tipo quali gommoni, canotti ed idroambulanze

## Attività
L'attività di salvataggio in acqua dei gruppi OPSA è indirizzata alle diverse esigenze del territorio su cui operano; il termine "polivalenti" indica appunto la possibilità di operare su scenari acquatici diversi e con dotazioni di soccorso adatte.
Tra le attività svolte vi sono:
- assistenza ai bagnanti presso strutture balneari chiuse o aperte (piscina, acque interne e mare);
- assistenza a manifestazioni sportive in ambiente acquatico (gare di nuoto in piscina, attività subacquee in mare, regate sul lago, gare di canoa sul fiume);
- assistenza tecnica e sanitaria negli ambienti acquatici per conto del Servizio Sanitario di Urgenza ed Emergenza in Italia, o in collaborazione con altri corpi quali Guardia costiera, Vigili del Fuoco, Guardia di Finanza;
- attività di protezione civile, ricerca e soccorso in emergenza in ambienti acquatici o alluvionali;
- attività di formazione interna e rivolta alla popolazione.